# Angresse
Angresse är en kommun i departementet Landes i regionen Nouvelle-Aquitaine i sydvästra Frankrike. Kommunen ligger i kantonen Soustons som tillhör arrondissementet Dax. År 2022 hade Angresse 2 241 invånare.

## Befolkningsutveckling
Antalet invånare i kommunen Angresse
Referens:INSEE